# شهرستان اورتون (تنسی)
شهرستان اورتون، تنسی (به انگلیسی: Overton County, Tennessee) یک سکونتگاه مسکونی در ایالات متحده آمریکا است که در تنسی واقع شده‌است.

## خصوصیات
شهرستان اورتون ۱٬۱۲۶ کیلومترمربع مساحت دارد.